# Trycherus bifasciatus
Trycherus bifasciatus là một loài bọ cánh cứng trong họ Endomychidae. Loài này được Gerstaecker miêu tả khoa học năm 1857.